# Вейсенгоф, Генрих

Герб Лебедь

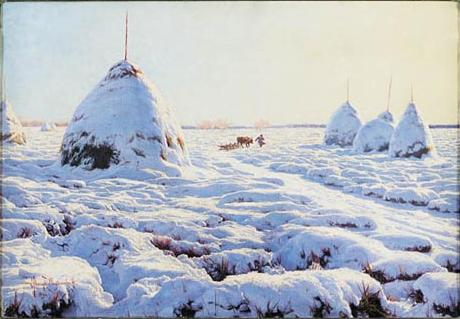
Генрих Вейсенгоф. Снег,1894 г.

Генрих Вейсенгоф (пол. Henryk Bonawentura Kazimierz Weyssenhoff); род.1859, Покревно, около Каунаса (теперь Рокишкский район Паневежского уезда Литвы) — ум. 1922, Варшава) — белорусский  художник.

## Биография
Потомок старинного дворянского рода герба Лебедь, который поселился в XVII веке в Ливонии. Двоюродный брат писателя Юзефа Вейсенгофа. Отец Генриха — известный писатель, участник восстания 1863 года, был сослан в Сибирь. Вскоре мать Генриха, с детьми уехала вслед за мужем в ссылку. Детство будущий художник провел на Урале.
Первые уроки изобразительного искусства Вейсенгоф получил у ссыльного живописца Люциана Крашевского (брата известного польского писателя Юзефа Крашевского). В 1874 отец Вейсенгофа был амнистирован, с запретом на проживание в родных местах. Семья поселилась в Варшаве.
С 1874 он начал обучаться по классу рисунка у профессора живописи Войцеха Герсона. На творчество молодого художника обратил внимание живописец Генрих Семирадский, который помог Вейсенгофу поступить в 1880 году в Петербургскую императорская академия художеств.
До 1885 — учёба в Петербургской академии. В это время за композицию «Транспорт раненых» ему была присвоена серебряная медаль и звание художника.
В 1889 выехал в Мюнхен, где стажировался под руководством Альфреда Ковальского-Веруша. C 1889 года принимает активное участие в выставках.
В 1903—1904 жил в Париже, после чего поселился в имении родителей в с. Русаковичи (теперь Пуховичский район Минской области Белоруссии.
Во время первой мировой войны художник вынужден был переехать в Варшаву, где и умер в 1922 году.
Автор реалистических пейзажей, характеризующихся лирическим настроением. Он также выступал, как график и скульптор.
Страстный охотник, Генрих Вейсенгоф неоднократно изображал на своих полотнах лесных зверей и птиц на лоне дикой природы.
Им была создана серия иллюстраций к произведениям двоюродного брата Юзефа Вейсенгофа: сборнику стихов «Эротика» (1911) и роману «Соболь и панна» (1913).
Картины Вейсенгофа пользовались успехом у критиков и зрителей, неоднократно были отмечены медалями на выставках, в частности, серебряной медалью на выставке в Париже в 1900.
Генрих Вейсенгоф был членом варшавского объединения художников «Pro Arte».

## Галерея

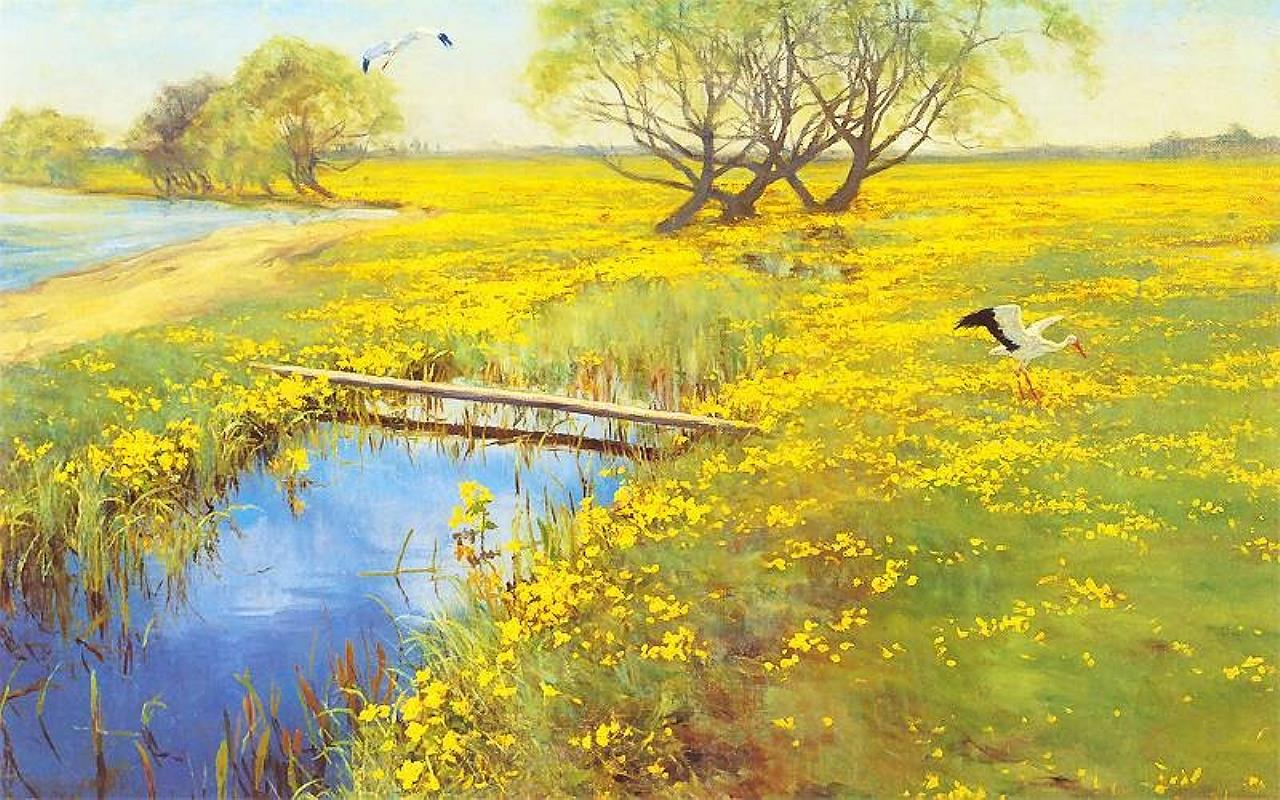
Весна, 1911
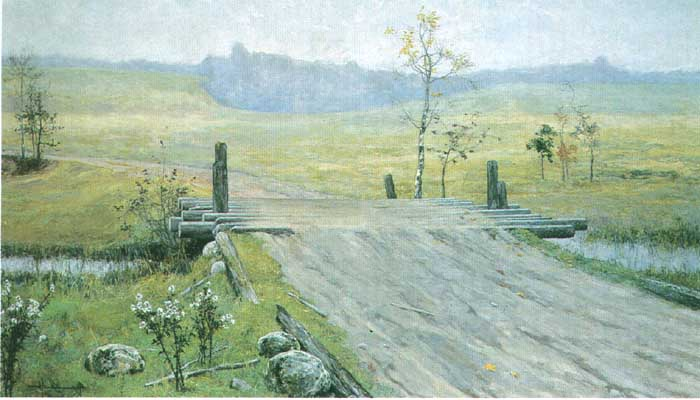
Замершие краски, 1919
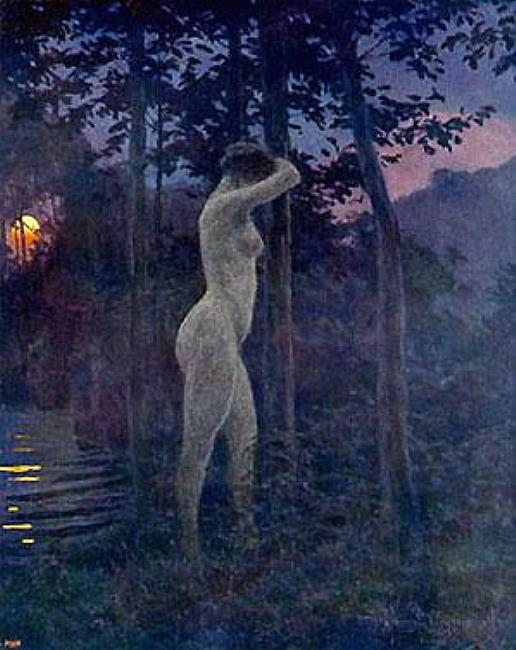
Соболь и панна, 1913
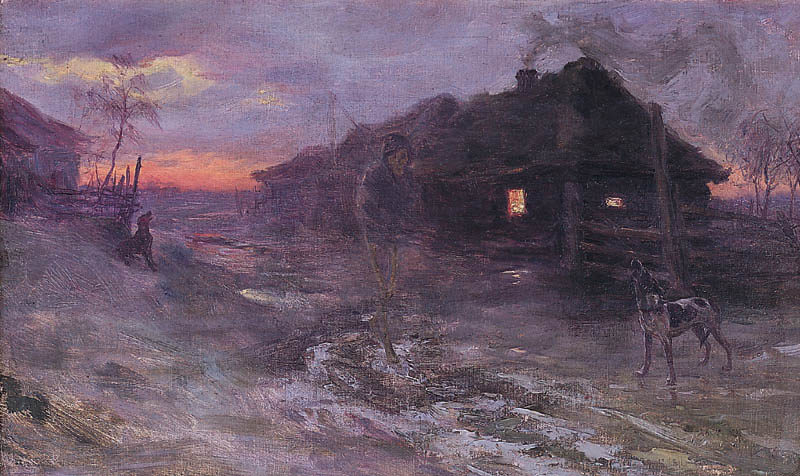
Предчуствие, 1893